# Шантаво семейство 2
„Шантаво семейство 2“ (на английски: Monster Family 2) е компютърна анимация от 2021 г., режисиран и продуциран от Холгер Тапе, базиран е на детската книга „Щастливо семейство“ на Давид Зафир. Озвучаващия състав се състои от Емили Уотсън, Джейсън Айзакс, Ник Фрост, Джесика Браун Финдли, Катрин Тейт, Итън Рус (които повтарят ролите си) и Емили Кери. Продължение е на „Шантаво семейство“ през 2017 г. Филмът е издаден директно на видео във Великобритания от Sky Group на 22 октомври 2021 г. и е пуснат по американските кина на 15 октомври от VivaKids.

## В България
В България е пуснат по кината на 11 февруари 2022 г. от bTV Studios. Дублажът е нахсинхронен в Андарта Студио. Ролите се озвучават от Петя Абаджиева, Момчил Степанов, Лина Шишкова, Камен Асенов, Василка Сугарева, Христо Чешмеджиев, Татяна Етимова, Цветослава Симеонова, Цвети Пеняшки, Елена Русалиева и Чавдар Монов.
На 11 май 2023 г. се излъчва по bTV Comedy с дублаж на Медиа Линк. Екипът се състои от:
| Озвучаващи артисти  | Яна Огнянова Вилма Карталска Момчил Степанов Иван Танев Станислав Димитров |
| Преводач            | Силвия Вълкова                                                             |
| Тонрежисьор         | Стамен Янев                                                                |
| Режисьор на дублажа | Добрин Добрев                                                              |